# Lambdina semiundaria
Lambdina semiundaria là một loài bướm đêm trong họ Geometridae.